# NGC 1929
NGC 1929 (другое обозначение — ESO 56-EN107) — рассеянное звёздное скопление, связанное с эмиссионной туманностью в созвездии Золотая Рыба. Принадлежит Большому Магеллановому Облаку и является частью обширного комплекса N44.
Этот объект входит в число перечисленных в оригинальной редакции «Нового общего каталога».